# Coupe d'Angleterre de football 1966-1967
Navigation
Coupe d'Angleterre 1965-1966 Coupe d'Angleterre 1967-1968
La Coupe d'Angleterre de football 1966-1967 est la 86e édition de la Coupe d'Angleterre de football. 
Tottenham Hotspur remporte sa cinquième Coupe d'Angleterre de football au détriment de Chelsea FC sur le score de 2-1, au bout d'une finale jouée dans l'enceinte du stade de Wembley à Londres.

## Quarts de finale
| #      | Équipe 1          | Résultat | Équipe 2            | Date          |
| ------ | ----------------- | -------- | ------------------- | ------------- |
| 1      | Nottingham Forest | 3–2      | Everton FC          | 8 avril 1967  |
| 2      | Chelsea FC        | 1–0      | Sheffield Wednesday | 8 avril 1967  |
| 3      | Leeds United      | 1–0      | Manchester City     | 8 avril 1967  |
| 4      | Birmingham City   | 0–0      | Tottenham Hotspur   | 8 avril 1967  |
| Replay | Tottenham Hotspur | 6–0      | Birmingham City     | 12 avril 1967 |

## Demi-finales
| 29 avril 1967 | Chelsea FC | 1–0 | Leeds United | Villa Park, Birmingham |
| 15:00         |            |     |              |                        |

| 29 avril 1967 | Tottenham Hotspur | 2–1 | Nottingham Forest | Hillsborough, Sheffield |
| 15:00         |                   |     |                   |                         |

## Finale
| 20 mai 1967 | Tottenham Hotspur | 2 – 1 | Chelsea FC | Stade de Wembley, Londres |
|             |                   |       |            | Spectateurs : 100 000     |
|             | Rapport           |       |            |                           |

- Tottenham Hotspur remporte sa cinquième Coupe d'Angleterre, dans la première finale opposant deux clubs de Londres[1].